# Ordine di Beneficenza
L'Ordine di Beneficenza (in greco: Τάγμα Ευποιΐας) è un'onorificenza istituita il 7 maggio 1948, tramite il Decreto legislativo 684 (G.U. 123, vol. A del 7.5.1948), da re Paolo di Grecia il quale seguì le volontà del fratello maggiore Giorgio II, morto ad aprile del 1947. Con l'abolizione della monarchia, l'ordine fu abolito dal 1973 al 1975, per poi essere ricostituito dalla legge 106/1975. L'ordine viene concesso solo a donne greche e straniere, per eccezionali servizi resi al paese, per atti di carità e per eccellenti prestazioni nelle lettere e nelle arti .

## Classi
L'Ordine è suddiviso in cinque classi di merito:
- Dama di Gran Croce
- Gran commendatore
- Commendatore
- Croce d'oro
- Croce d'argento

| Nastri          |             |              |                   |                    |
| Croce d'Argento | Croce d'Oro | Commendatore | Gran Commendatore | Dama di Gran Croce |

## Insegne

### Insegna dell'ordine

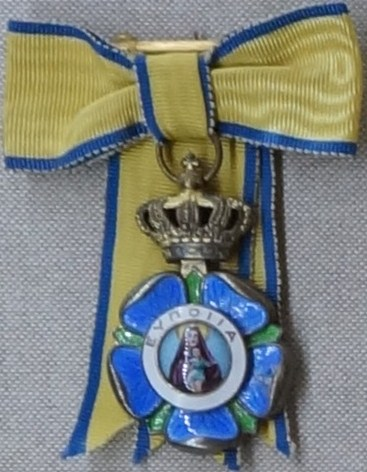
Insegna di Commendatore dell'Ordine di Beneficenza, fondato nel maggio 1948

L'insegna dell'ordine è formata da un fiore a cinque petali di smalto marino, con attorno una cornice di smalto verde; al centro del fiore è riportata l'effigie della Vergine Maria che tiene in braccio bambino Gesù, ed è circondata da una fascia di smalto bianco su cui è incisa in lettere d'oro la scritta "ΕΥΠΟΙΙΑ" («Beneficenza») su un anello di smalto bianco. Sul retro della celebre medaglia si trova lo stemma circondato dalla scritta "REPUBBLICA ELLENICA". Il design generale deriva chiaramente dall'Ordine dell'Impero indiano, allora recentemente abolito. Per le classi Gran Commendatore e Gran Croce è prevista una stella, o placca, in argento ad otto punte con raggi dritti, con al centro un'immagine di Maria con il bambino, mentre il rovescio reca anch'esso l'emblema della repubblica greca. Le insegne di Commendatore e di Gran Commendatore viene indossata sulla parte destra del petto, mentre la Gran Croce prevede una fascia che viene indossata dalla spalla destra all'anca sinistra. Il nastro dell'ordine è giallo con strisce blu ai lati .

### Insignite
Ad essere insignite dell'Ordine di Beneficenza furono in particolare membri di case reali straniere:
- Grace Kelly [5]
- Sirikit di Thailandia [6]
- Mary di Danimarca [7]
- Maria Teresa di Lussemburgo [8]
- Margherita di Bulgaria [9]